# Hjortsberg
Hjortsberg est un quartier dans le sud de Falkenberg, principalement constitué de villas et d'immeubles d'habitation. Le quartier a été construit dans les années 1970 et 1980. Certains expansion a également eu lieu plus tard.